# Схід штату Мараньян (мезорегіон)
Схід штату Мараньян (порт. Mesorregião do Leste Maranhense) — адміністративно-статистичний мезорегіон в Бразилії. Входить в штат Мараньян. Населення становить 1248 тис. чоловік на 2006 рік. Займає площу 70 606,230 км². Густота населення — 17,7 чол./км².

## Склад мезорегіону
В мезорегіон входять наступні мікрорегіони:
1. Шападас-ду-Алту-Ітапекуру
2. Кашіас
3. Шападінья
4. Кодо
5. Коелью-Нету
6. Байшу-Парнаїба-Мараньєнсі

| Бразилія | Це незавершена стаття з географії Бразилії. Ви можете допомогти проєкту, виправивши або дописавши її. |